# Грацинский, Иван Флорович
Иван Флорович (Фролович) Грацинский (2 [13] января 1800, Горетово, Рязанская губерния — 6 [18] мая 1887, Пермь) — российский педагог, директор Пермской гимназии, почётный гражданин Перми. Тайный советник.

## Биография
Родившись в начале XIX века, 2 (13) января 1800 года, Иван Флорович Грацинский говорил о себе: «Я живу вместе с девятнадцатым веком».
Сын диакона села Горетово Рязанской губернии, он окончил Рязанскую духовную семинарию (в «Биографическом словаре Загоскина» указывается, что с 1820 года он обучался ещё и в Казанской духовной семинарии). При содействии старшего брата, М. Ф. Грацинского, поступил на отделение словесных наук Казанского университета, окончив которое с золотой медалью, 24 августа 1823 года вступил на действительную службу в Первой Казанской гимназии, сначала — исправляющим должность комнатного и больничного надзирателя, затем учителем среднего латинского класса. В университете он был помощником инспектора студентов, в 1828—1829 годах был репетитором всеобщей географии, а в 1831—1833 годах ему было поручено преподавание в университете всеобщей и российской географии.
С открытием в 1835 году 2-й Казанской гимназии он был назначен в ней старшим учителем истории и статистики.
В 1837 году Грацинский был назначен инспектором Симбирской гимназии, а в 1844 году, с 29 июня — директором Пермской гимназии и занимал этот пост почти до самой смерти.
Гимназия сильно пострадала в пожаре 1842 года и практически лежала в развалинах. И. Ф. Грацинский добился выделения из казны средств на восстановление здания и строительство второго корпуса, где разместились церковь Благовещения и пансионат на 29 человек. Восстановление здания было закончено в 1851 году и второй корпус, по Петропавловской улице, был открыт 25 марта 1862 года; 22 октября 1862 года, благодаря его усилиям, было создано Братство святого Стефана для помощи малоимущим учащимся, учреждены стипендии для них.
По его инициативе были открыты первые женские классы, положившие начало школьному женскому образованию в Пермской губернии.
С 1 января 1864 года имел чин действительного статского советника. В 1873 году был удостоен звания почётного гражданина Перми; 1 января 1884 года вышел в отставку и скончался 6 (18) мая 1887 года. Был похоронен на кладбище при кафедральном соборе.
С 19 января 1847 года женился второй раз — на дочери коллежского асессора Марье Ивановне Дубровиной. В первом браке у него родились четверо детей — Сергей, Екатерина, Николай, Наталья; во втором браке — Надежда, Александра, Иван, Флорентин, Мария. Род был внесён в 3-ю часть дворянской родословной книги Казанской губернии по определению Казанского дворянского депутатского собрания от 30 марта 1843 года и утверждён указом Герольдии от 31 мая 1844 года.

## Награды
Заслуги Грацинского получили высокую оценку. Он был награждён:
- орден Святой Анны 2-й ст. (1854)
- орден Святого Владимира 3-й ст. (1861)
- Орден Святого Станислава 1-й ст. (25.12.1867)
- орден Святой Анны 1-й ст. (1873)
- орден Святого Владимира 2-й ст. (1876)